# 潮汐調和分析
潮汐調和分析是将调和分析运用于潮汐的研究方法。引起潮汐的原因有：天體萬有引力、地球公轉、地球自轉、氣象變化等，但最主要者為太陰及太陽的引力，使海面產生一種週期性的升降運動，這種垂直方向的運動稱為潮汐。調和分析是將某信號視為若干個週期的信號的總和。調和分析的分析與計算的結果比較準確，故常應用在潮汐分析與潮汐預報等的研究領域上。

## 潮型分類
潮汐依其組成分潮成分之差異，主要分為太陽潮 (solar tide)、太陰潮 (lunar tide)、日月潮 (lunisolar tide)、倍潮 (overtide)、混合潮 (compound tide)  等。若依週期來分，主要分為全日潮 (diurnal tides)、半日潮 (semi-diurnal tides)等。
| 潮別        | 代號 | 週期(hour/cycle) |
| 半 日 週 期 | K2   | 11.96723480      |
| 半 日 週 期 | S2   | 12.00000000      |
| 半 日 週 期 | M2   | 12.42060120      |
| 半 日 週 期 | N2   | 12.65834821      |
| 半 日 週 期 | 2N2  | 12.90537443      |
| 全 日 週 期 | K1   | 23.93446961      |
| 全 日 週 期 | P1   | 24.06589023      |
| 全 日 週 期 | O1   | 25.81934169      |
| 全 日 週 期 | Q1   | 26.86835660      |
| 倍潮        | S4   | 6.00000000       |
| 倍潮        | M4   | 6.21030060       |
| 長潮        | Mm   | 661.30926802     |
| 長潮        | Sa   | 8766.23177391    |

潮汐力之中以四種分潮為主，分別是{\displaystyle M_{2}}  (主太陰半日週期)、{\displaystyle S_{2}}(主太陽半日週期)、{\displaystyle K_{1}}(日月合成日週期)以及{\displaystyle O_{1}}(主太陰日週期)。

## 調和分析
調和分析法的目的是將潮位視為各種週期的分潮之線性總和，對於某地的潮位記錄，若能蒐集並求出各分潮的振幅及相位角，即可決定當地之潮汐特性並且推算未來之潮位。一般而言，潮汐包含了無限多的分潮成分，但應用上以有限的主要分潮來進行分析。
由於潮汐力的影響，海水位的運動具有週期性，因此可表示成傅立葉級數：{\displaystyle \eta (t)=A_{0}+\sum _{n=1}^{\infty }(A_{n}\cos(\omega _{n}t)+B_{n}\sin(\omega _{n}t))=A_{0}+\sum _{n=1}^{\infty }(H_{n}\cos(\omega _{n}t-\varepsilon _{n}))}
其中為平均海水位，η(t)為潮位函數，
{\displaystyle H_{n}={\sqrt {A_{n}^{2}+B_{n}^{2}}}} 為分潮的振幅，
{\displaystyle \omega _{n}} 為分潮的角頻率(radian/sec)，
{\displaystyle \varepsilon _{n}=\arctan(B_{n}/A_{n})}為分潮之相位角(radian)，
上式中 稱為調和常數(harmonic constants)。
應用上，選取k 個分潮以求得最佳近似之潮汐運動方程式{\displaystyle y(t')}，假設如下：
{\displaystyle y(t')=A_{0}+\sum _{k=1}^{k}A_{r}\cos \omega _{r}t'+\sum _{k=1}^{k}B_{r}\sin \omega _{r}t'},
其中{\displaystyle A_{0}}為平均海水位，{\displaystyle y(t')}為潮位函數。
設m 為觀測潮位{\displaystyle y_{t}}與預測潮位在時間為{\displaystyle t'}時刻之殘差為
{\displaystyle \mu =y_{t}-y(t')}.
欲使潮位預測方程式有最佳近似，則應使其殘差平方和為最小，即
{\displaystyle U=\sum _{t'=-n}^{n}[y_{t}-y(t')]^{2}}.
欲使U 為最小，則應滿足下列式子：
{\displaystyle {\frac {\partial U}{\partial A_{0}}}=0,{\frac {\partial U}{\partial A_{s}}}=0,{\frac {\partial U}{\partial B_{s}}}=0,},
s =1,2,3, ……,k.
由以上2k+1 個聯立方程式，可以解出預測方程式中2k+1 個未知數，藉此再計算得分潮相對振福及相位角。
{\displaystyle H_{k}={\sqrt {A_{k}^{2}+B_{k}^{2}}}},{\displaystyle \varepsilon _{k}=\arctan(B_{k}/A_{k})} .